# 小索西瓦河
小索西瓦河是俄羅斯的河流，屬於北索西瓦河的右支流，由漢特-曼西自治區負責管轄，河道全長484公里，流域面積10,400平方公里，發源自西西伯利亞平原，河水主要來自融雪，每年十月至翌年五月結冰。